# Phymatostetha bukitana
Phymatostetha bukitana är en insektsart som beskrevs av Victor Lallemand 1932. Phymatostetha bukitana ingår i släktet Phymatostetha och familjen spottstritar. Inga underarter finns listade i Catalogue of Life.